# Ignatiy Stelletsky
Ignatius Yakovlevich Stelletskii (en ruso: Игнатий Яковлевич Стеллецкий; 3 de febrero de 1878 - 11 de noviembre de 1949) fue un arqueólogo de la Unión Soviética, historiador e investigador de los túneles de Moscú. Era conocido por hacer búsquedas en la biblioteca de Iván el Terrible durante toda su vida. Se le considera el fundador del movimiento de exploración urbana en Rusia.

## Biografía

### Primeros años
Ignatius Stelletski nació el 3 de febrero de 1878 en un pueblo en el territorio de la moderna Ucrania. Su madre era maestra de escuela secundaria y su padre era clérigo.
Se graduó de la Academia Teológica de Kiev en 1905, y en medio año estaba enseñando historia y geografía en el Seminario Ruso-Árabe en Nazaret. Durante este período de su vida visitó Egipto, Turquía y Siria, donde se interesó por la arqueología. Esta pasión fue tan fuerte que en 1907 dejó su trabajo para instalarse en Moscú, donde ingresó en el Instituto Arqueológico de Moscú.
En febrero de 1912, Stelletskii organizó la Comisión para el Estudio de Antigüedades Subterráneas, que se construyó para estudiar los túneles de Moscú.
Más tarde, en la década de 1910, Stelletskii comenzó a buscar la Biblioteca de Iván el Terrible, a pesar de que los historiadores dudaban de la existencia de la supuesta biblioteca. Intentó obtener permiso para realizar excavaciones en el Kremlin de Moscú; sin embargo, el gobierno zarista no se lo permitió.
En 1914, mientras exploraba los archivos de Pärnu, Estonia, Stelletskii encontró el "Catálogo de Dabelov de la biblioteca de Iván el Terrible". Otros estudios se vieron interrumpidos debido a la Primera Guerra Mundial.

### Primera Guerra Mundial y Guerra Civil Rusa
En agosto de 1914, Stelletskii regresó a Moscú debido a la Primera Guerra Mundial.
Después del comienzo de la Guerra Civil Rusa, Stelletskii se convirtió en profesor de la Universidad de Ucrania, donde impartió un curso de Arqueología.

### Trabajar en la Rusia soviética
En el otoño de 1923, Stelletskii regresó a Rusia una vez más. Comenzó a buscar libros sobre el subsuelo del Kremlin. En 1925, una vez más le pidió al gobierno soviético que le permitiera buscar la biblioteca en el Kremlin. Finalmente, en 1929, el gobierno soviético se lo permitió. El 1 de diciembre de 1933, comenzaron las excavaciones y se llevaron a cabo bajo Torres de Arsenalnaya. En diciembre de 1934, las excavaciones se interrumpieron debido al asesinato de Sergey Kirov.
Stelletskii también tenía planes de abrir un museo en los "Túneles subterráneos de Moscú".

### Segunda Guerra Mundial
Stelletskii permaneció en Moscú durante la Segunda Guerra Mundial. A pesar de sufrir de hambre  distrofia, preparó un manuscrito de su libro "Dead in Moscow Cache", que se publicó varios años después, en 1993.
Se cree que Stelletskii quiso registrar el Kremlin una vez más después de que terminó la guerra, pero debido a sus problemas de salud, no pudo.

### Muerte
Stelletskii murió el 1 de noviembre de 1949 y fue enterrado en el Cementerio de Vagankovo.
Su tumba se perdió después de su entierro, pero en la primavera de 2010 un miembro de la sociedad Nekropolist, (una sociedad rusa compuesta por personas interesadas en lápidas y muertos notables) la encontró, aunque estaba en mal estado.
Casi un año después, el grupo de Internet con sede en Estados Unidos Nerdfighteria, dirigido por  Hank y John Green inició un proyecto para averiguar toda la información sobre la biblioteca perdida de Iván el Terrible, y tropecé con Stelletskii en varios periódicos, como el New York Times y el Calgary Herald. John anunció el proyecto en su canal de YouTube y el de Hank el 18 de marzo de 2011.